# Lukáš Karnet
Lukáš Karnet (* 7. dubna 1977 Brno) je český politik specializující se na sociální oblast a předseda Jihomoravské krajské rady osob se zdravotním postižením.

## Život
Narodil se roku 1977 v Brně. Vystudoval Obchodní akademii F. D. Roosevelta. Bakalářský titul v oboru Sociologie a politologie získal na Fakultě sociálních studií Masarykovy univerzity, titul magistr v oboru Speciální pedagogika pak na Pedagogické fakultě Masarykovy univerzity v Brně, kde poté získal i titul PhDr. V roce 2019 pak složil Státní závěrečnou zkoušku jakožto Poradce pro pozůstalé.
Mezi roky 2003 a 2015 byl pracovníkem přímé péče ve stacionáři pro lidi s hendikepem Sdružení Veleta, o.s. v Brně-Kohoutovicích, v letech 2010 - 2014 jako vedoucí úseku Denního stacionáře, od roku 2014 jako fundraiser. Od roku 2015 vykonává pozici konzultanta a koordinátora pro styk s veřejností spolku Klára pomáhá, z.s., zabývajícím se pomoci pečujícím a pozůstalým.
V letech 1998 - 2010 byl členem výboru brněnské sekce Masarykovy demokratické akademie, od roku 2003 do 2008 členem jejího celostátního Představenstva. V roce 2010 byl poprvé zvolen do zastupitelstva městské části Brno-Líšeň, kterým byl zvolen znovu i v roce 2014. V letech 2013 a 2014 zastával i funkci člena Rady městské části. V roce 2016 byl zvolen předsedou Jihomoravské krajské rady osob se zdravotním postižením. Od roku 2017 je stálým hostem Komise dopravy a územního plánování Rady Jihomoravské kraje. V roce 2018 byl jako nestraník zvolen do zastupitelstva městské části Brno-Vinohrady, kde se stal také radním MČ. V roce 2022 mandát zastupitele obhájil. Ve stejném roce se stal členem Sociální komise Rady města Brna. V roce 2017 napsal biografii s názvem 90 dnů ve stínu Žlutého kopce.